# Iglesia de Santo Domingo (Ávila)
La iglesia de Santo Domingo fue un templo católico (hoy desaparecido) ubicado en la ciudad española de Ávila, en Castilla y León.

## Descripción

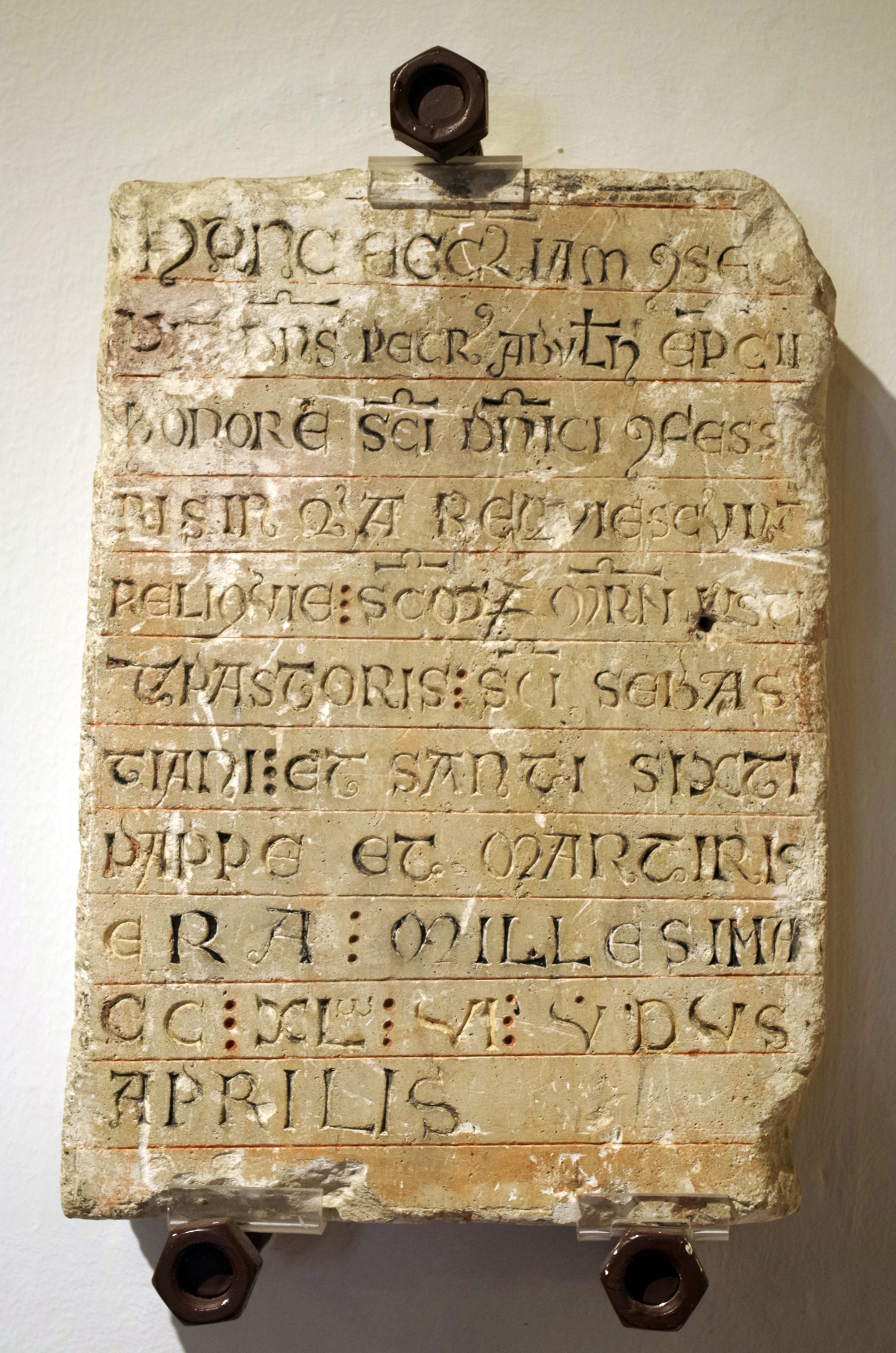
Inscripción fundacional

El edificio se encontraba junto a la actual Iglesia-convento de Santa Teresa, en el interior del casco histórico de la ciudad, capital de la provincia homónima, en Castilla y León.
Fue declarada monumento arquitectónico-artístico, de carácter nacional, el 23 de junio de 1923, mediante una real orden publicada en la Gaceta de Madrid, y firmada por el ministro de Instrucción Pública y Bellas Artes Joaquín Salvatella.
Se conserva en el Museo de Ávila una estela con la inscripción fundacional que reza:

Consagró esta iglesia Pedro, obispo abulense,

en honor de Santo Domingo confesor

donde descansan las reliquias de los santos mártires Justo y Pastor,

San Sebastián y San Sixto, Papa y mártir.
En la era de MCCXLVI, idus de abril

Lo que corresponde con el cómputo ajustado de la era hispánica al año 1208.
A principios del siglo XX carecía de cubiertas. Fue derribada hacia 1947 - 1948 para instalar el picadero de la Academia Militar de Intendencia. Varios de sus elementos constructivos fueron reutilizados en otras construcciones, principalmente la Iglesia del Inmaculado Corazón de María, donde se incluyeron 
la portada y los arcosolios de la familia Nuñez Vela.

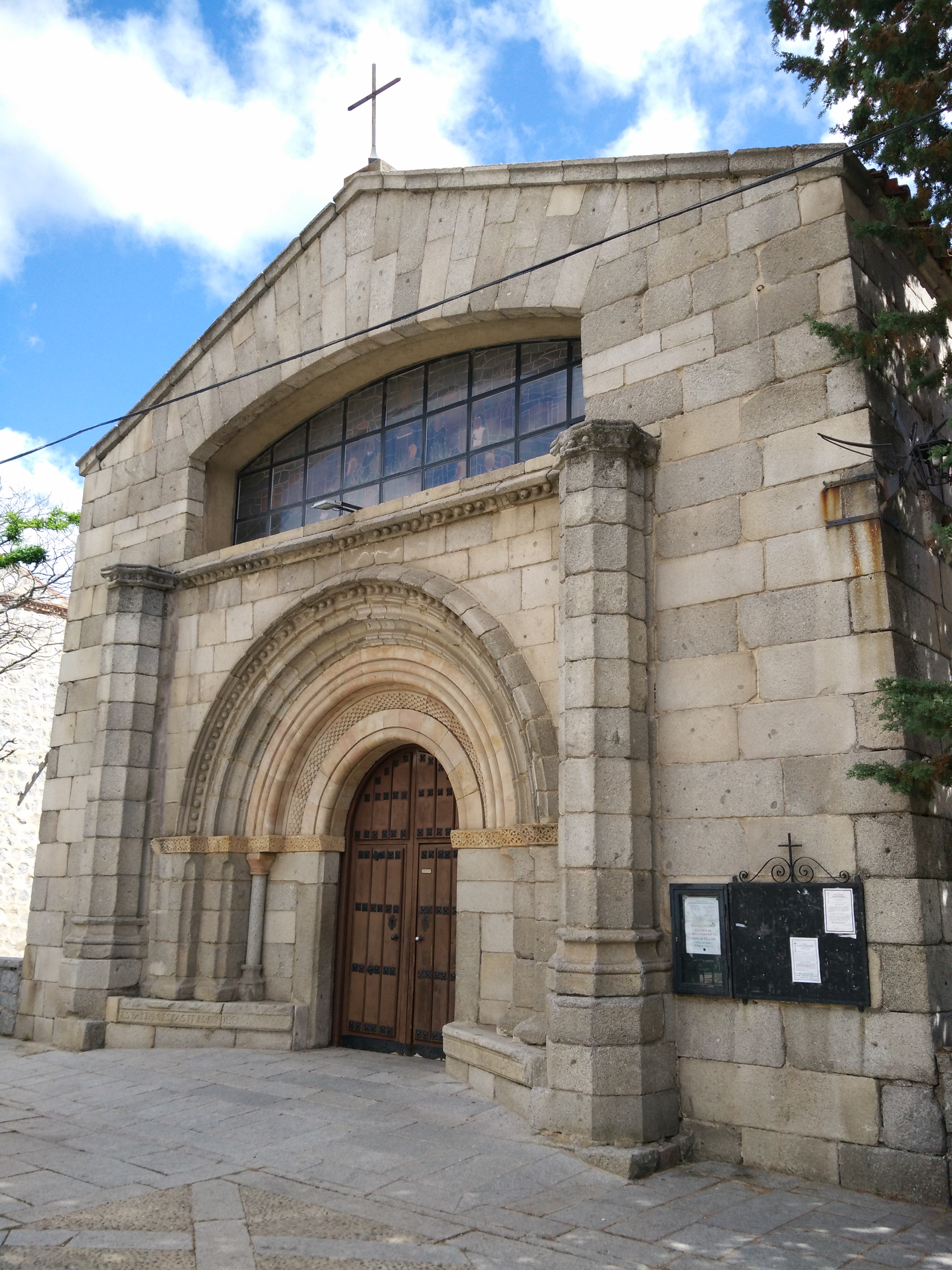
Iglesia del Inmaculado Corazón de María - ICM (Ávila) donde se encuentran algunas piezas de construcción originalmente empleadas en la Iglesia de Santo Domingo